# Sân vận động Lawson Tama
Sân vận động Lawson Tama (tiếng Anh: Lawson Tama Stadium) là một sân vận động đa năng ở Honiara, Quần đảo Solomon. Sân hiện đang được sử dụng chủ yếu cho các trận đấu bóng đá. Sân vận động này rất đặc biệt vì khán đài được xây dựng trên sườn đồi nên không có sức chứa chính thức, nhưng đồng cỏ xung quanh có thể chứa được 20.000 người. Sân vận động đã tổ chức Cúp bóng đá châu Đại Dương 2012 và phiên bản đầu tiên của Đại hội Thể thao Mini Nam Thái Bình Dương vào tháng 7 năm 1981.

## Lịch sử
Sau khi thành lập Hiệp hội thể thao nghiệp dư Quần đảo Solomon thuộc Anh sau cuộc họp vào tháng 8 năm 1961, chính phủ đã phân bổ một khu vực gần bệnh viện của thị trấn. Khu đất này ban đầu được gọi là Town Sports Ground, và công việc chuẩn bị được hoàn thành vào đầu năm 1964. Năm 1965, các kế hoạch được thực hiện để xây dựng một khán đài và các cơ sở khác.
Khi Honiara được mở rộng, sân vận động trở nên gần trung tâm hơn. Có ý kiến cho rằng khu đất này nên được đổi tên, với "Bệnh viện" là một gợi ý. Cuối cùng sân được đặt theo tên của Eric Lawson, người đã tham gia rất nhiều vào việc giúp thành lập hiệp hội.